# Namnlösen (Särna socken, Dalarna, 683821-133255)
Namnlösen är en sjö i Älvdalens kommun i Dalarna och ingår i Dalälvens huvudavrinningsområde.